# 竹村健一の世相を斬る
『竹村健一・世相を斬る』（たけむらけんいちのせそうをきる）は、1979年10月7日から1992年3月29日までフジテレビ系列（FNN系列）で放送された討論番組である。

## 概要
- 小汀利得、今東光、福田恆存に続く、世相を斬るシリーズの第4弾。司会の竹村健一がゲストとともに政治・経済・社会・文化について論じていた討論番組である。
- 竹村はこの番組以降フジテレビでの活躍が顕著になり、テレビCMにも出演するようになった。
- この番組を持って「世相を斬る」シリーズは後番組『報道2001』への発展統合として終了となり、この番組にも竹村は1992年4月5日から2008年3月30日までコメンテーターとして出演していた。

## 放送時間
- 日曜 11:00 - 11:30 （1979年10月 - 1980年3月）
- 日曜 08:00 - 08:30 （1980年4月 - 1992年3月）
なお、1987年から毎年7月中旬に行われている『FNS27時間テレビ』放送時は休止となった。

## 主な出演者
- 竹村健一
- 牛尾治朗
- 日下公人
- 堺屋太一
- 盛田昭夫
- 渡部昇一

## 主なスタッフ
- 技術協力 プロジェクト80
- 制作著作 フジテレビ

## ネット局
特筆の無い限り全て同時ネット。
新潟総合テレビは別番組を放送していたため、放送されなかった。クロスネット局のテレビ宮崎・鹿児島テレビ（当時日本テレビとのクロスネット）では放送されなかった。
- フジテレビ（制作局）
- 北海道文化放送
- 青森放送(遅れネット)
- 岩手めんこいテレビ（1991年4月7日からネット開始）
- 仙台放送
- 秋田テレビ
- 山形テレビ[1]
- 福島テレビ（1983年10月2日からネット開始）
- 長野放送[2]
- テレビ静岡
- 富山テレビ（1981年4月5日からネット開始）[3]
- 石川テレビ（1980年4月6日からネット開始）[4]
- 福井テレビ（1980年4月6日からネット開始）[4]
- 東海テレビ
- 関西テレビ
- 山陰中央テレビ
- 岡山放送
- テレビ新広島
- テレビ山口（1987年9月30日までTBS系とのクロスネット、同時ネットで途中打ち切り）
- テレビ愛媛
- テレビ西日本
- テレビ長崎（1990年10月7日からネット開始）
- テレビくまもと
- テレビ大分
- 沖縄テレビ